# Fruitbook magazine
Fruitbook Magazine è una testata giornalistica che si rivolge ai professionisti del settore ortofrutta e quindi per un'utenza principalmente business-to-business. Conosciuta nel settore anche con l'acronimo FM, la rivista è stampata a periodicità trimestrale. La sede è a San Pietro in Cariano (VR). Fruitbook Magazine è testata giornalistica iscritta dal 2012 al Tribunale di Verona - Registro Stampa e al ROC - Registro degli Operatori di Comunicazione. Il fondatore, editore e direttore responsabile è il giornalista Eugenio Felice.

## Storia
Fruitbook Magazine nasce nel 2012 per fornire informazioni sulle ultime tendenze e novità nel mondo dell’ortofrutta. La rivista è stampata con cadenza trimestrale con una tiratura media di 8 000 copie. Viene pubblicato un numero per ogni stagione: gennaio (inverno), aprile (primavera), luglio (estate), ottobre (autunno). Dal 2016 è certificata FSC, unica in Europa tra le riviste stampate del settore ortofrutta. Fin dal primo numero (ottobre 2012) Fruitbook Magazine ha fatto la scelta green di essere 100% plastic free, 100% monomateriale e 100% riciclabile.

## Mission
L'obiettivo di Fruitbook Magazine è migliorare i rapporti di filiera nel settore ortofrutticolo, la redditività delle aziende che ne fanno parte e l’esperienza di acquisto e consumo di prodotti ortofrutticoli da parte degli italiani.

## Progetti correlati
Fruitbook Magazine ha come editore e proprietario Elnath Media srl, editore anche della Guida alla GDO, l'unica guida stampata alla Grande Distribuzione Italiana con un focus specifico sull'ortofrutta, ed organizzatore di Fresh Retailer: Show & Conference, l'evento biennale che mette in relazione i fornitori ortofrutticoli italiani ed esteri con i buyer della DGO italiana. Elnath Media srl è inoltre ideatore del premio Top Fresh Retailer, nato per identificare i migliori gruppi distributivi italiani nel settore ortofrutta.